# (6142) 1993 FP
(6142) 1993 FP là một tiểu hành tinh vành đai chính. Nó được phát hiện bởi Alan C. Gilmore và Pamela M. Kilmartin ở Mount John University Observatory in New Zealand ngày 23 tháng 3 năm 1993.